# Franck Béria
Franck Béria (Argenteuil, 23 de maio de 1983) é um ex-futebolista profissional francês que atuava como defensor.

## Carreira
Franck Béria começou a carreira no Metz.